# Beskidi
Beskidi su planinski venac u Spoljašnjim Zapadnim Karpatima, Unutrašnjim Zapadnim Karpatima i u Istočnim Karpatima, na području Češke, Poljske i Slovačke.
Najviša tačka planina Beskida je Babia gora (1.725 m n. m.).
U Češkoj se Beskidi dele na 
- Moravšlezijske Beskide i
- Šlezijske Beskide,